# Acmaeodera constrictinotum
Acmaeodera constrictinotum är en skalbaggsart som beskrevs av Frederic Westcott och Nelson 2000. Acmaeodera constrictinotum ingår i släktet Acmaeodera och familjen praktbaggar. Inga underarter finns listade i Catalogue of Life.